# Aymar Pezant
Aymar Pezant, né à Bayeux en 7 août 1846 et mort à Montjavoult le 8 octobre 1916, est un peintre français spécialiste des bovidés.

## L'œuvre
Peintre français connu du XIXe siècle, sa notoriété s'est construite autour de son œuvre réaliste. Peintre avant tout animalier, ses toiles sont essentiellement consacrées au motif de la vache. Bien qu’il ait peint d’autres sujets, cette thématique fut très importante chez son maître Félix de Vuillefroy-Cassini et prend tout son sens dans le contexte politique de la Troisième République. En effet, la jeune république, soucieuse de stabilité, encouragea cette peinture « du terroir », exaltant le sentiment de cohésion nationale et de pérennité. La période 1870-1890 fut alors le moment d’épanouissement d’une peinture consacrée aux Bovins où les acteurs les plus connus aux côtés de Vuillefroy furent Rosa Bonheur (1822-1899), Julien Dupré (1851-1910), Émile van Marcke (1827-1890) ou encore André Cortés y Aguilar (1812-1879) et Léon Barillot (1844-1929). D’autres peintres comme Aymar Pézant mais aussi Adolphe Marais (1856-1940), Marie Diéterle (1856-1935) et Edouard Michel Ferdinand Hamman (1854-1952) firent à la suite de leurs aïeux des bovidés leur sujet de prédilection.
Le père d’Aymar Pezant était peintre ambulant, peignant des devantures de boutiques et fabriquant des enseignes.

« Aymar peignait lui devant la nature, cherchant après chaque étude, après chaque esquisse à faire de la vie, infatigablement. Plus long a été l'effort, plus la récompense est grande, vous le lui affirmerez comme moi, devant son troupeau de bêtes. Elles marchent, elles respirent, elles vivent. »

— Alfred Barbou, extrait du Journal Illustré le 13 mars 1892, source : Catalogue no 1666 & 1668 de 1893-1894 de « La société des Arts du Canada »
De tous les peintres qui ont vécu à Montjavoult, Aymar Alexandre Pezant semble être le plus ancien. Né à Bayeux en 1846, il a vécu place de l’église à Montjavoult jusqu’en 1916. Il eut également un atelier d’artiste dans Montmartre et fut domicilié au 35 rue de Cugnaux à Toulouse.
Il a pu également être orthographié différemment. On trouve ainsi parfois écrit Aymard Pézant, comme dans le catalogue de l’Union Artistique de Toulouse de 1888.
L’artiste expose à Chicago en 1892.

## Distinctions
Sociétaire des Artistes Français, il participe notamment aux éditions des salons de 1883 avec Le trou aux lapins et La descente de la Corne-Rouge près de Condé-sur-Noireau, 1884 avec Brunette et la Caillie (vaches normandes) et La mare dans les falaises près de Fontenailles, 1885 recevant une mention honorable avec son étude de vache Marguerite et Le Gourguichon un marais aux environs de Bayeux. Il remporte plusieurs médailles obtenant une mention honorable au Salon des Champs-Élysées de 1888 avec son tableau A la Villette représentant des vaches normandes que possède la Société des Arts du Canada, présenté parallèlement à son tableau intitulé Les vaches de Bus-Saint-Remy dans la vallée de l’Epte et une médaille de troisième classe la même année ainsi qu'une médaille de seconde classe au Salon de 1891, lors duquel il participe hors concours avec La plaine du Bosq-Roger (Eure) et Vache blanche au bord de la mer.
Il obtint également une mention honorable à l'Exposition Universelle en 1889 et expose à l’Union Artistique de Toulouse en 1888 trois tableaux appartenant à un dénommé M. Lacroix, Matinée d'octobre, marais de courges (Eure), Vaches et bœufs au pâturage, Vaches et taureau à l'abreuvoir, bords de l'Epté et lors de la 5e édition de l'exposition de l’Union Artistique de Toulouse en 1889 dans la salle des Illustres du Capitole deux tableaux : Bœufs et vaches parqués et Bœufs et vaches en Normandie.

## Collections publiques
Bayeux, Musée d’Art et d’Histoire Baron Gérard :
- Matinée d’hiver, huile sur toile

Grozon, Musée Sarret :
- La rentrée à Fourges, le troupeau, huile sur toile

Flers, Château-musée de Flers dans l’Orne :
- Vaches et vacher, huile sur toile

Paris, Musée Rodin :
- Catalogue des tableaux et études par Aymar Pezant, 1896, 72 tableaux et études y sont catalogués